# Шипилівка
Шипи́лівка — село в Україні, у Лисичанській міській громаді Сіверськодонецького району Луганської області.
Розташоване на річці Сіверський Донець.

## Географія
Село розташоване в північно-західній частині Луганської области у невеликій долині струмка на правому березі Сіверського Дінця.

## Транспорт
Існує автобусне сполучення з розташованим поблизу містом Привілля.

## Підприємства та установи
У селі діє декілька магазинів, функціонує сільській клуб, бібліотека, початкова школа, відділення зв'язку. На березі Сіверського Дінця є пляж, неподалік розташовані турбази Райський Уголок та Гражда.

## Історія
У 1360-х роках Абдулах-хан тимчасово переніс столицю Золотої Орди неподалік території сучасної Шипилівки.
Тут існував запорізький зимівник Кальміуської паланки.
Дата заснування села ймовірно пізніша за 1763 рік, тобто пізніше дати заснування військового поселення 5-ї роти Бахмутського гусарського полку на місці Привілля.
Назва села ймовірно йде від прізвища пана (скоріш за все колишнього військового), що проживав тут. На південно-західному кінці села, у дубовому гаю можна знайти залишки фундаменту панського дому.
Шипилівка згадується у переписі населення Азовської губернії 1778 року у Бахмутському повіті: «На вновь отведенных Азовскою губернскою канцеляриею дачах владельческие селении: Капитана Иванова в слободе Шипиловке, число душ: муж. 110, жен. 91»
За даними 1859 року Шепилівка, панське село над Сіверським Дінцем, 19 господ, 196 осіб.
У 1920-х роках у селі працювали цегельний та гончарний заводи.
Село постраждало внаслідок геноциду українського народу, вчиненого урядом СССР у 1932—1933 роках, кількість встановлених жертв — 30 людей.
Під час Німецько-радянської війни поблизу Шипилівки знаходилася транспортна переправа через Сіверський Донець, за село велися жорстокі бої. Окупація села німцями відбулася восени 1941-го. Визволення — взимку 1942-го, а остаточно вже восени 1943-го. У пам'ять про загиблих воїнів у центрі села встановлено пам'ятник. До середини 1970-х років у річці на переправі стояли підбиті радянські танки.
Під кінець 1940-х років село було електрифіковане.
На початку 1960-х років до села була прокладена асфальтована дорога, проведений водопровід.

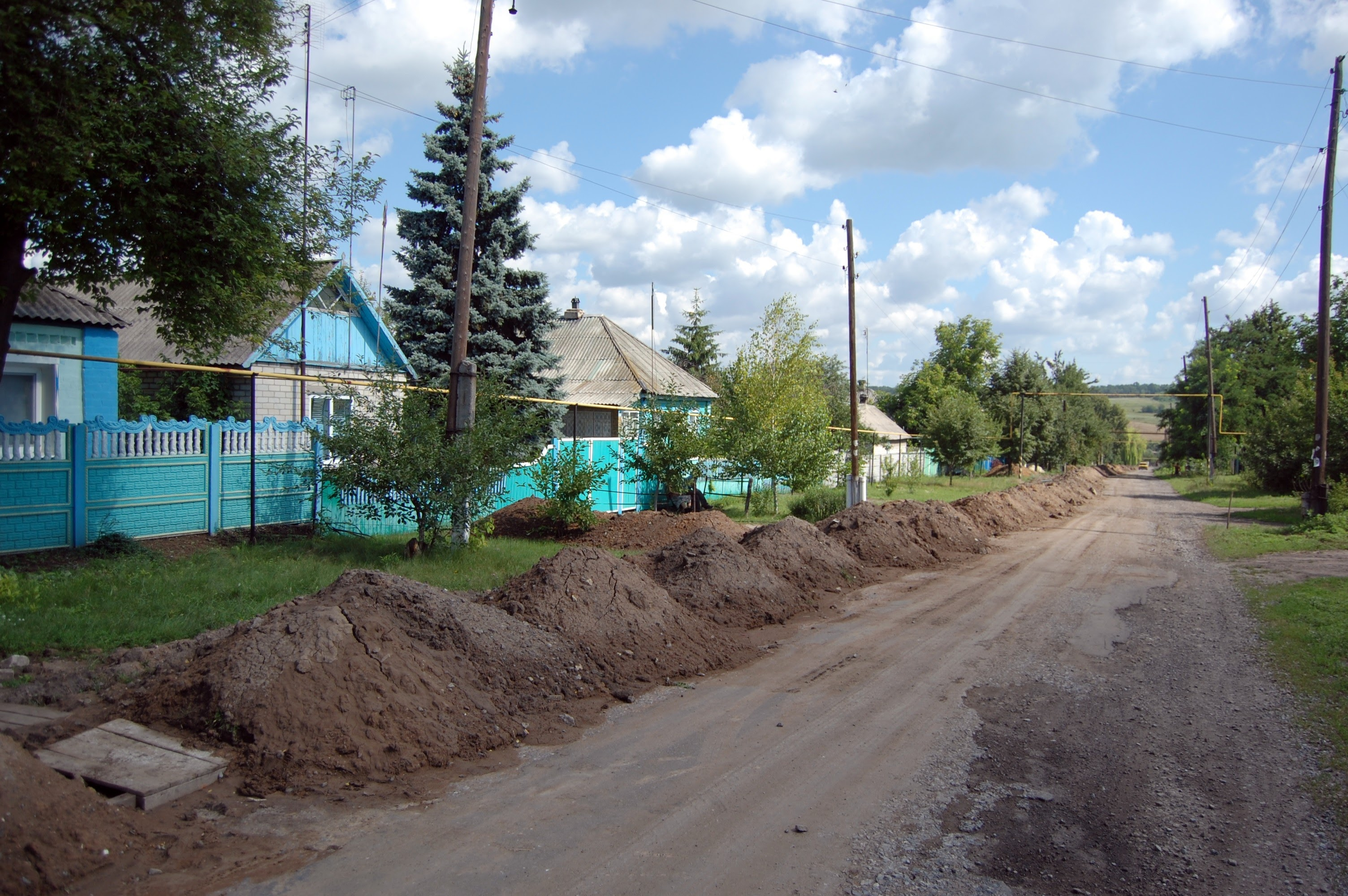

У 1970-х роках на березі Сіверського Дінця поблизу Шипилівки почалося активне будівництво турбаз, що було ініційоване великими підприємствами, які розташовані поблизу.
У 2006 році завершена газифікація села.
Російсько-українська війна
Село було захоплене окупантами наприкінці червня — початку липня 2022 року внаслідок російсько-української війни. 

## Літня ставка хана Золотої Орди
Неподалік села археологи виявили літню ставку хана Золотої Орди. Місцева влада має намір включити цю пам'ятку до об'єктів туристичного маршруту краю.

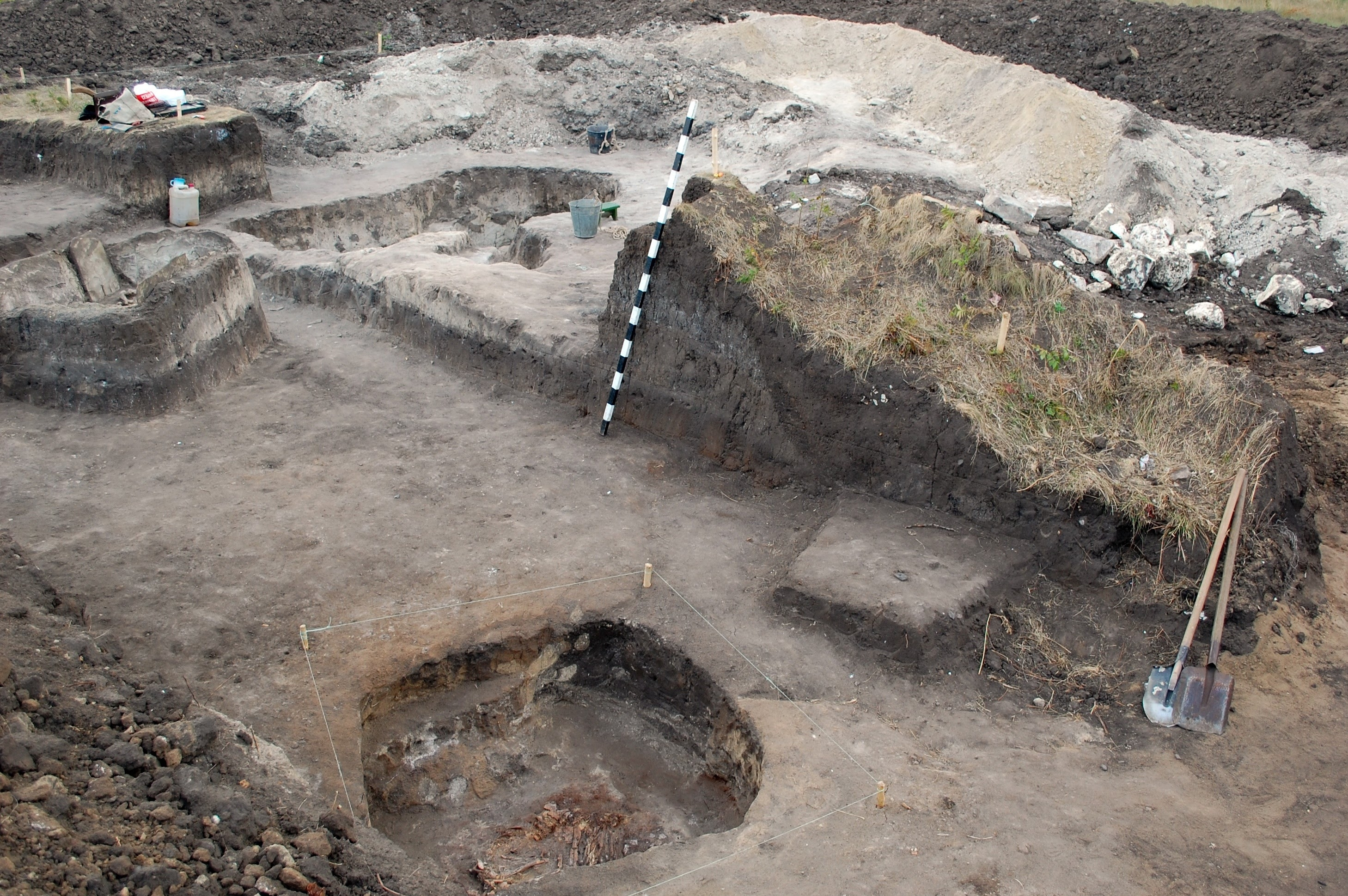
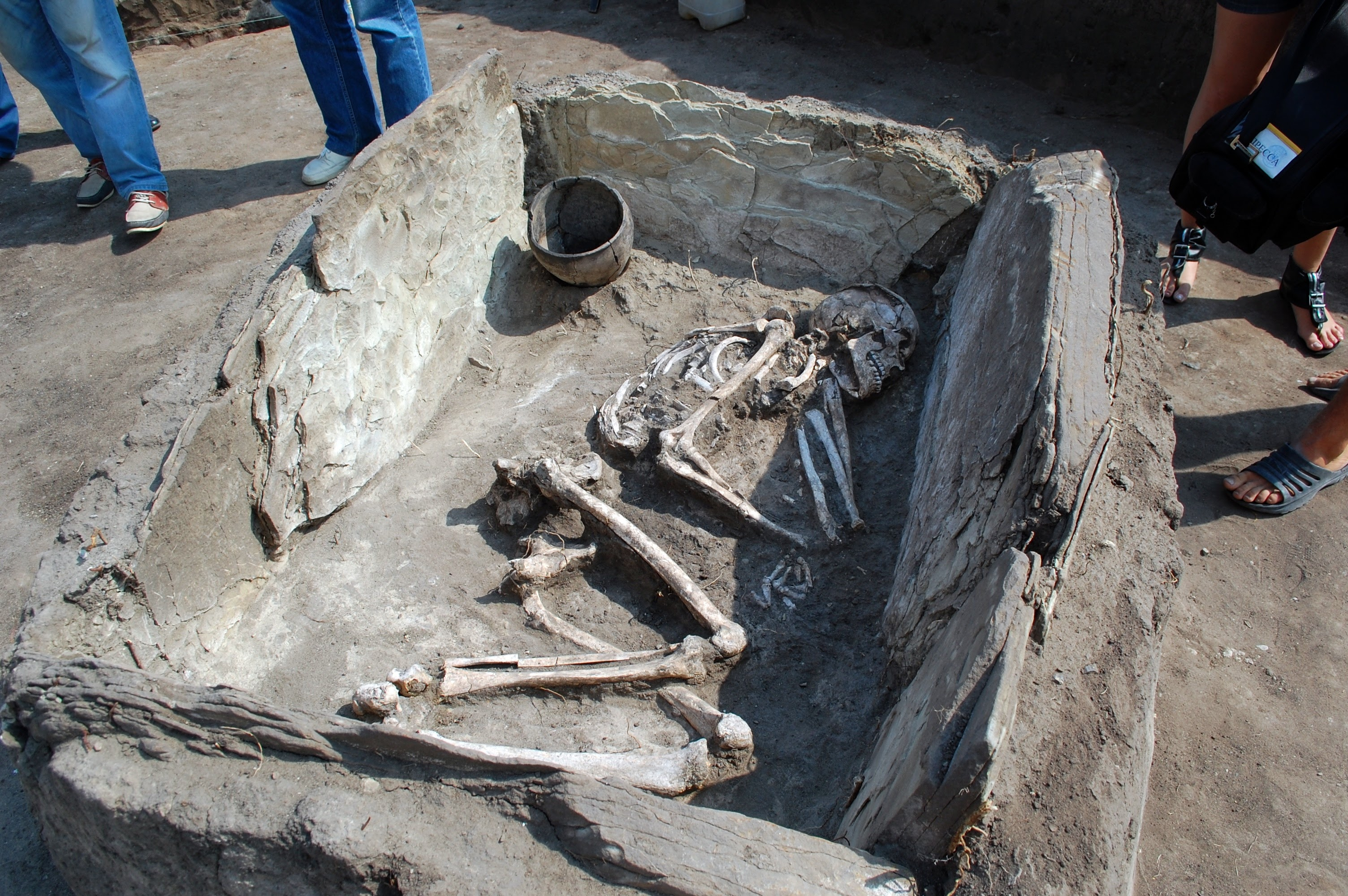
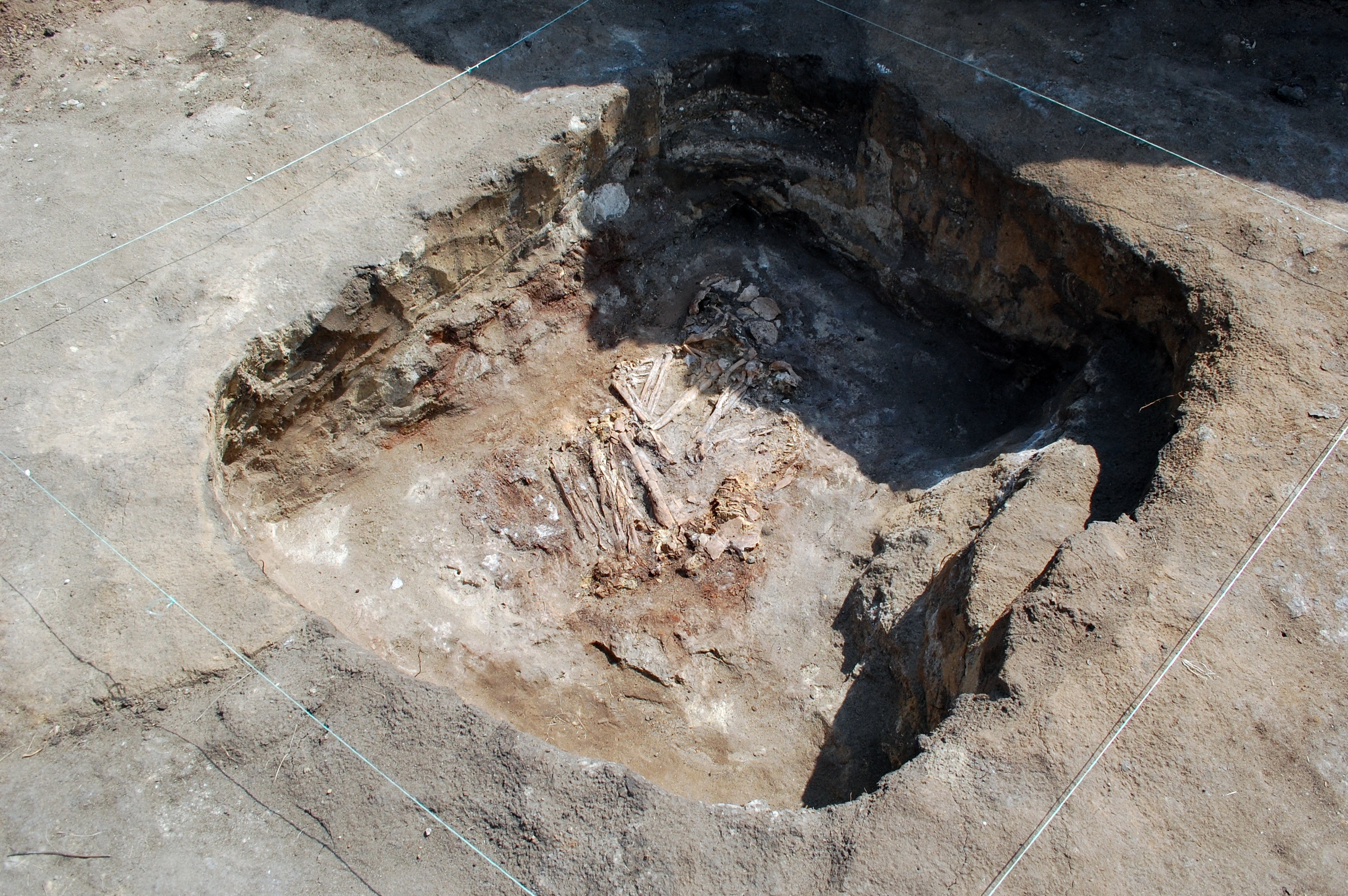
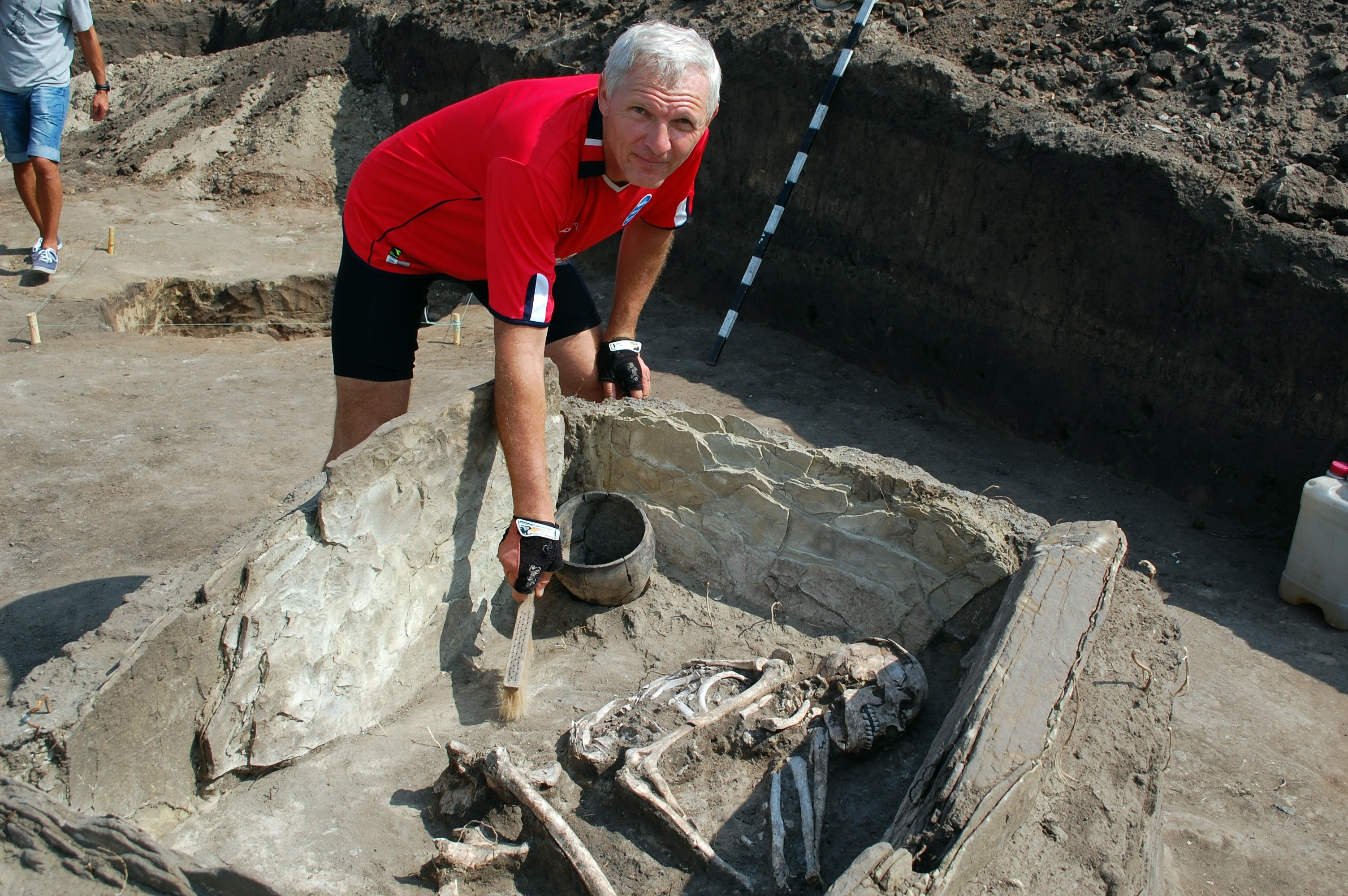
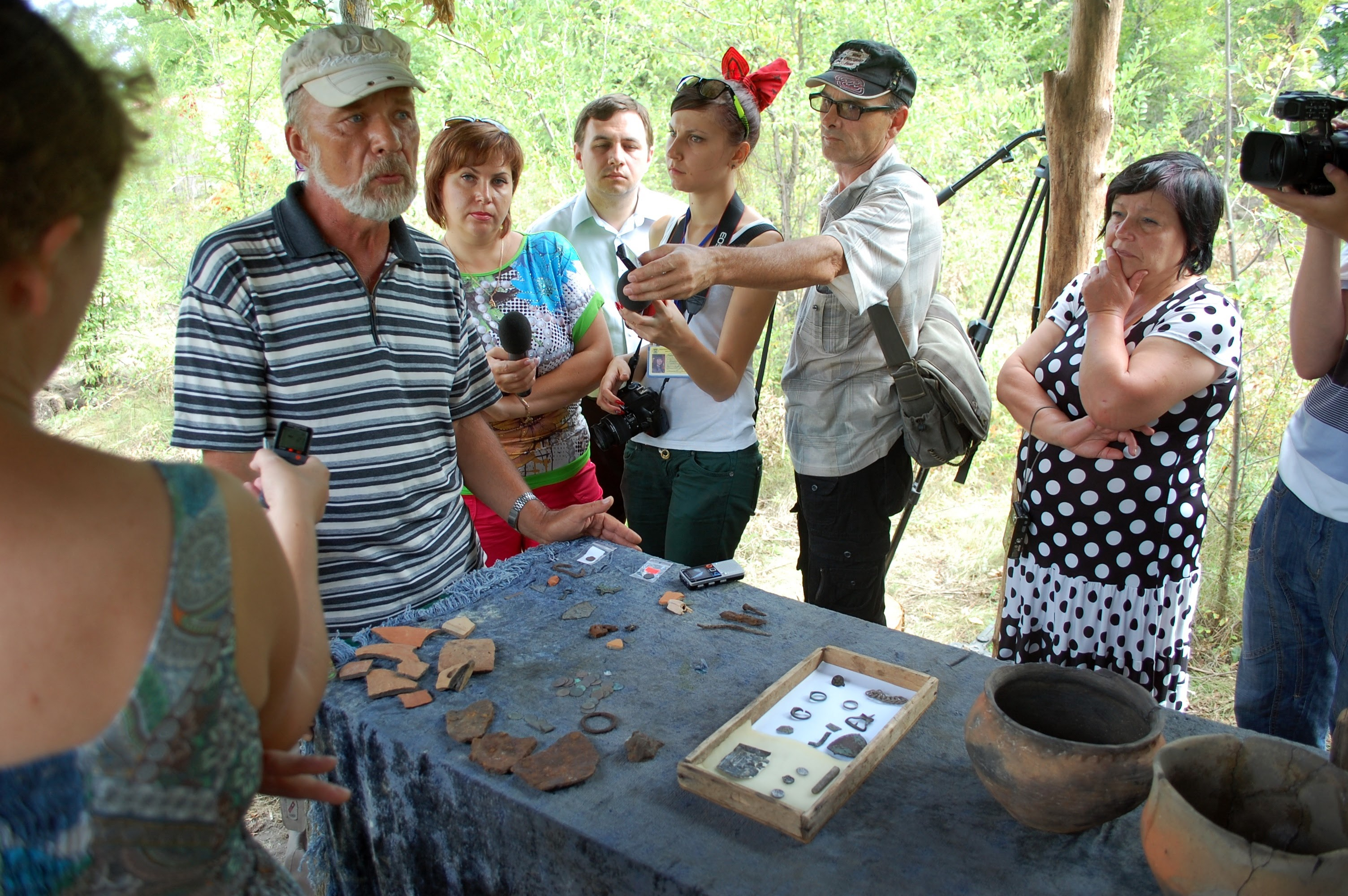
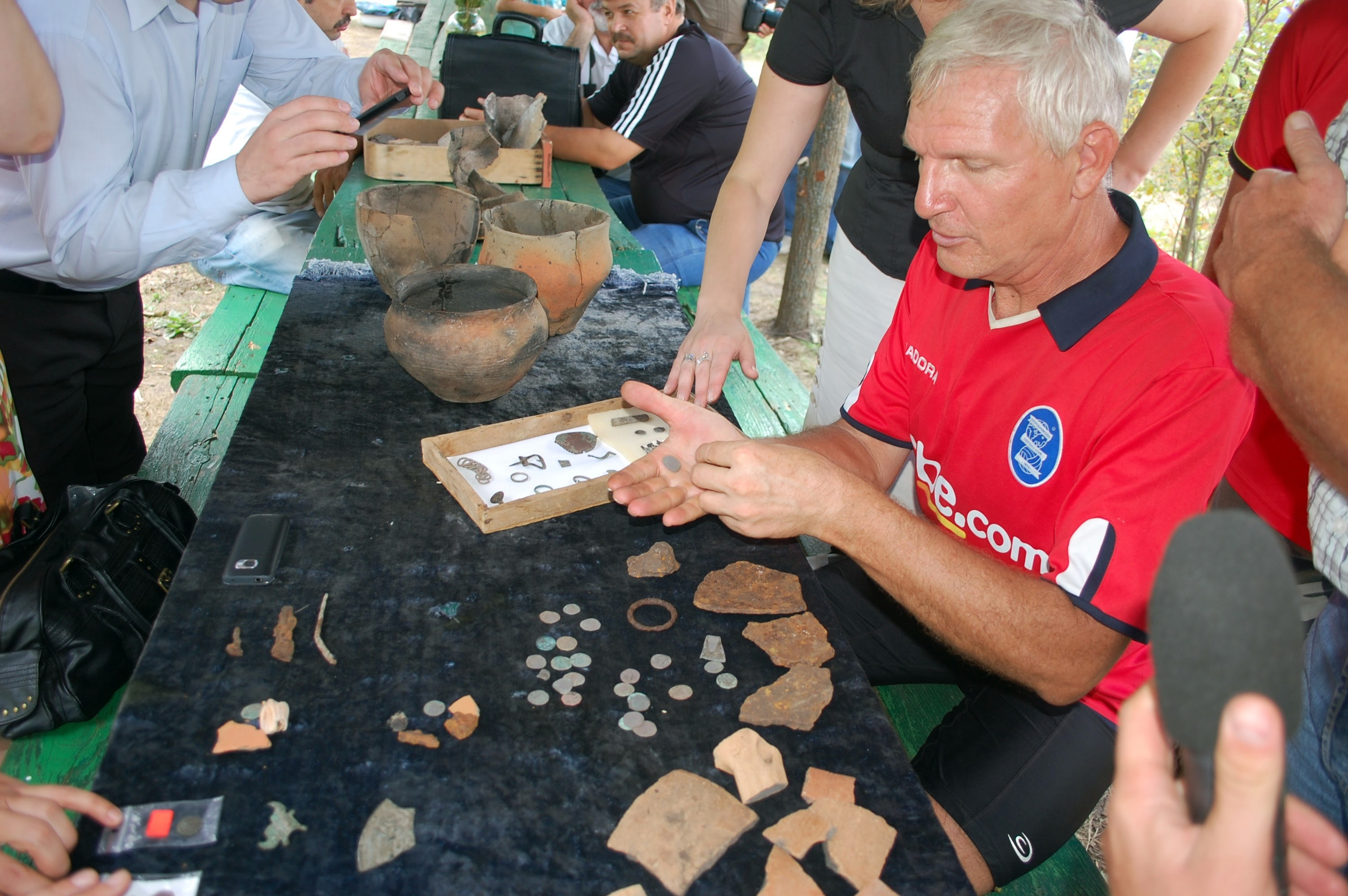
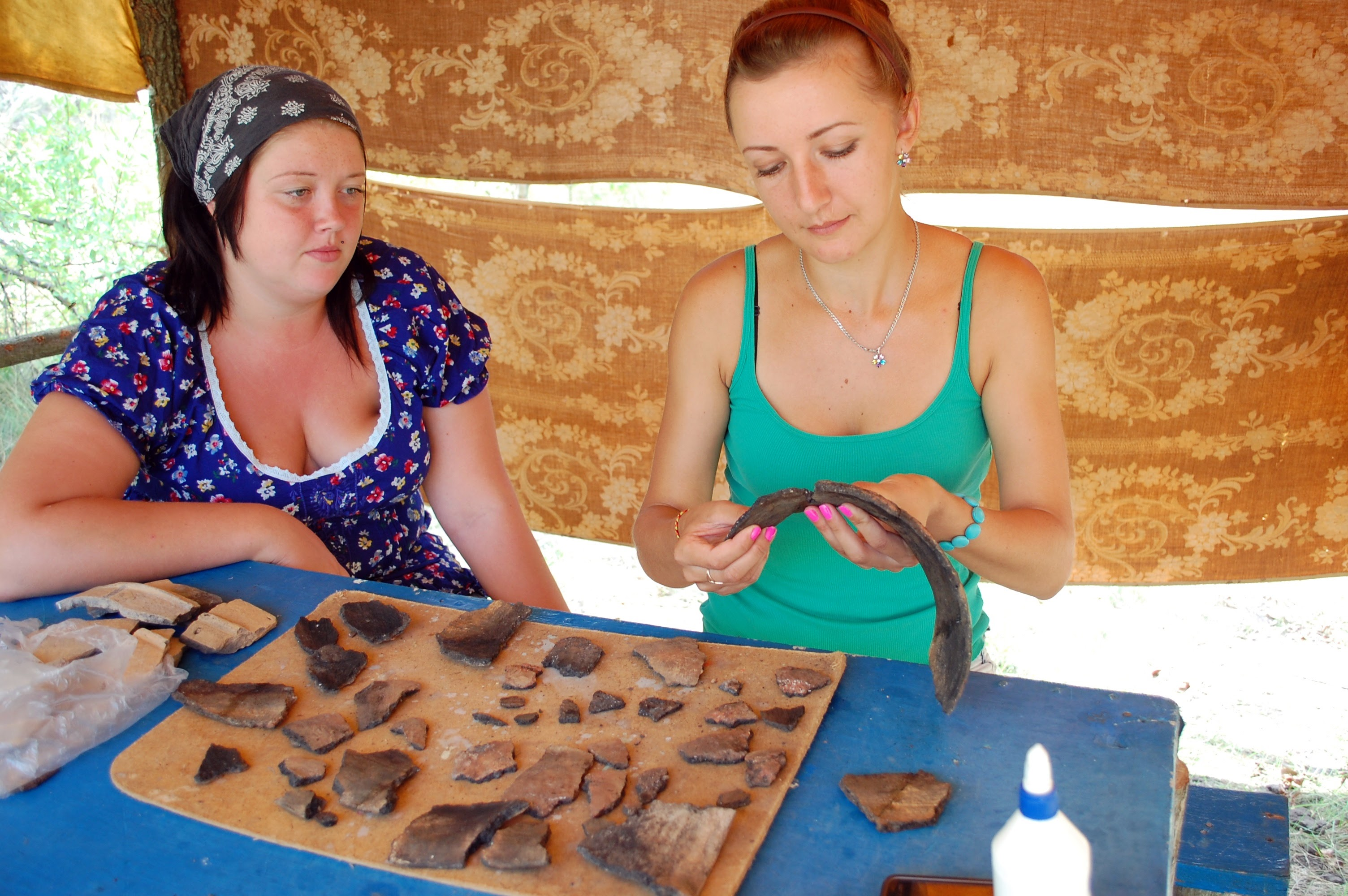

## Населення
За даними перепису 2001 року населення села становило 500 осіб, з них 83,38 % зазначили рідною українську мову, 16,49 % — російську, а 0,13 % — іншу.

## Фотогалерея

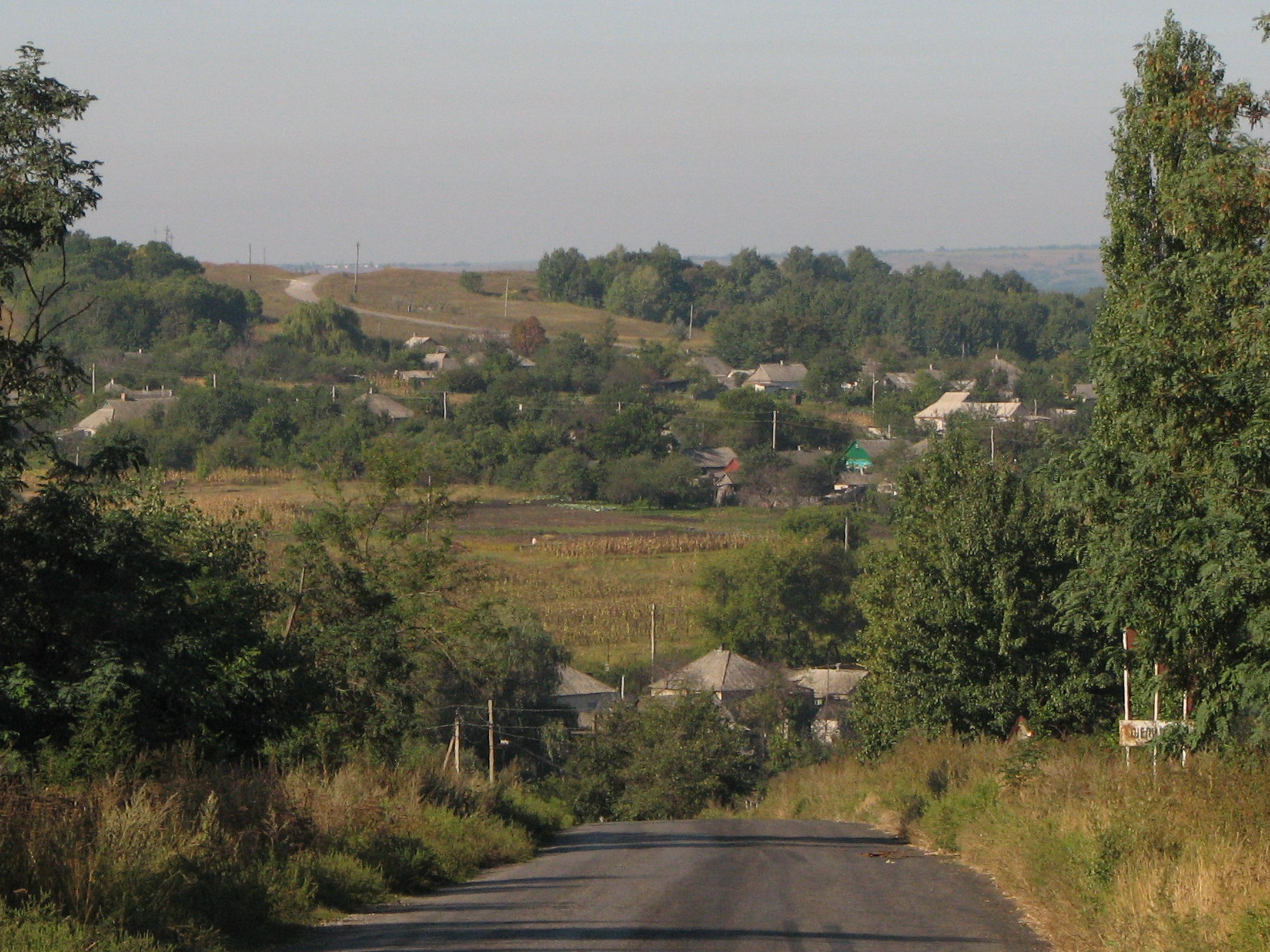
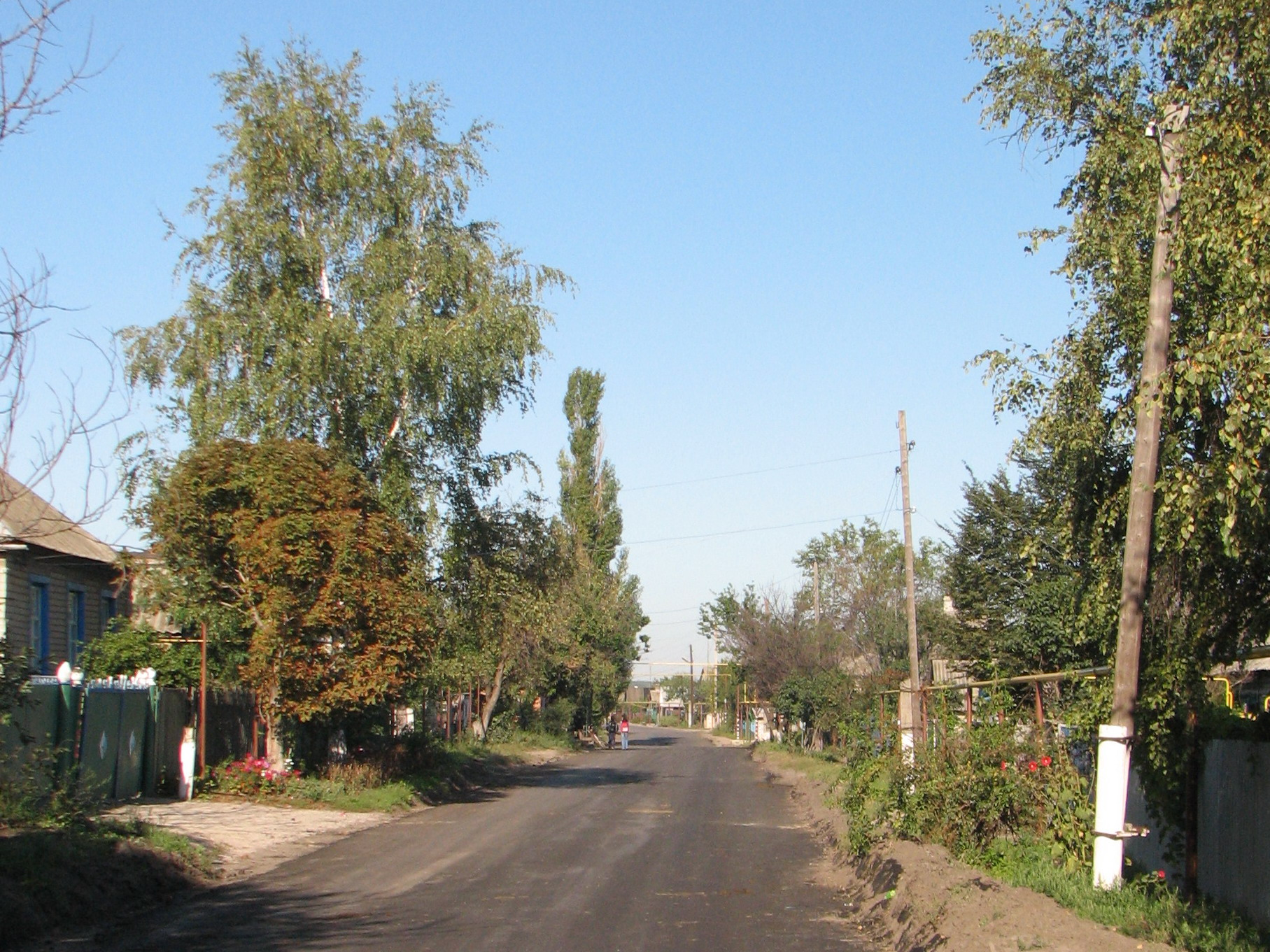
Головна вулиця Донецька
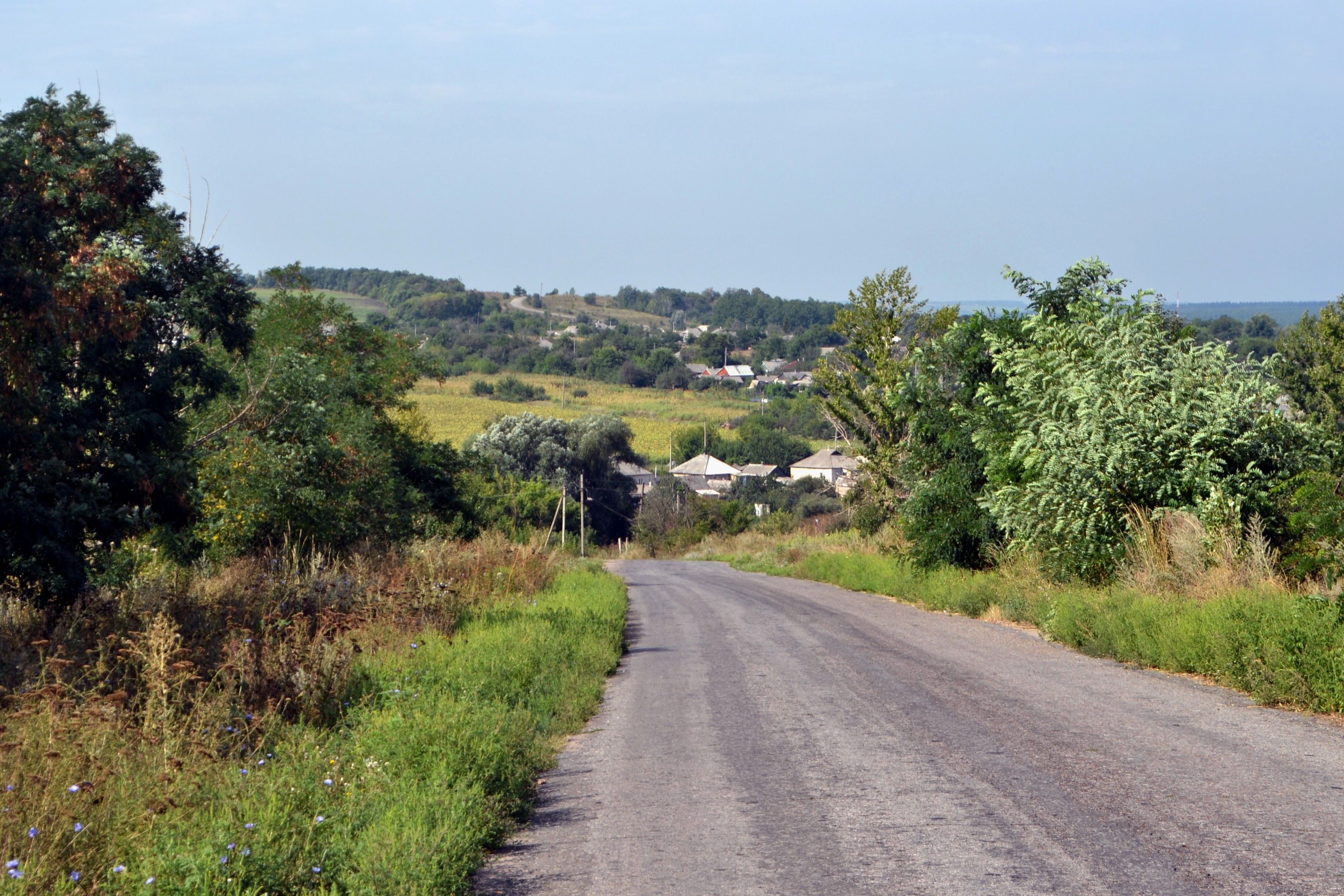
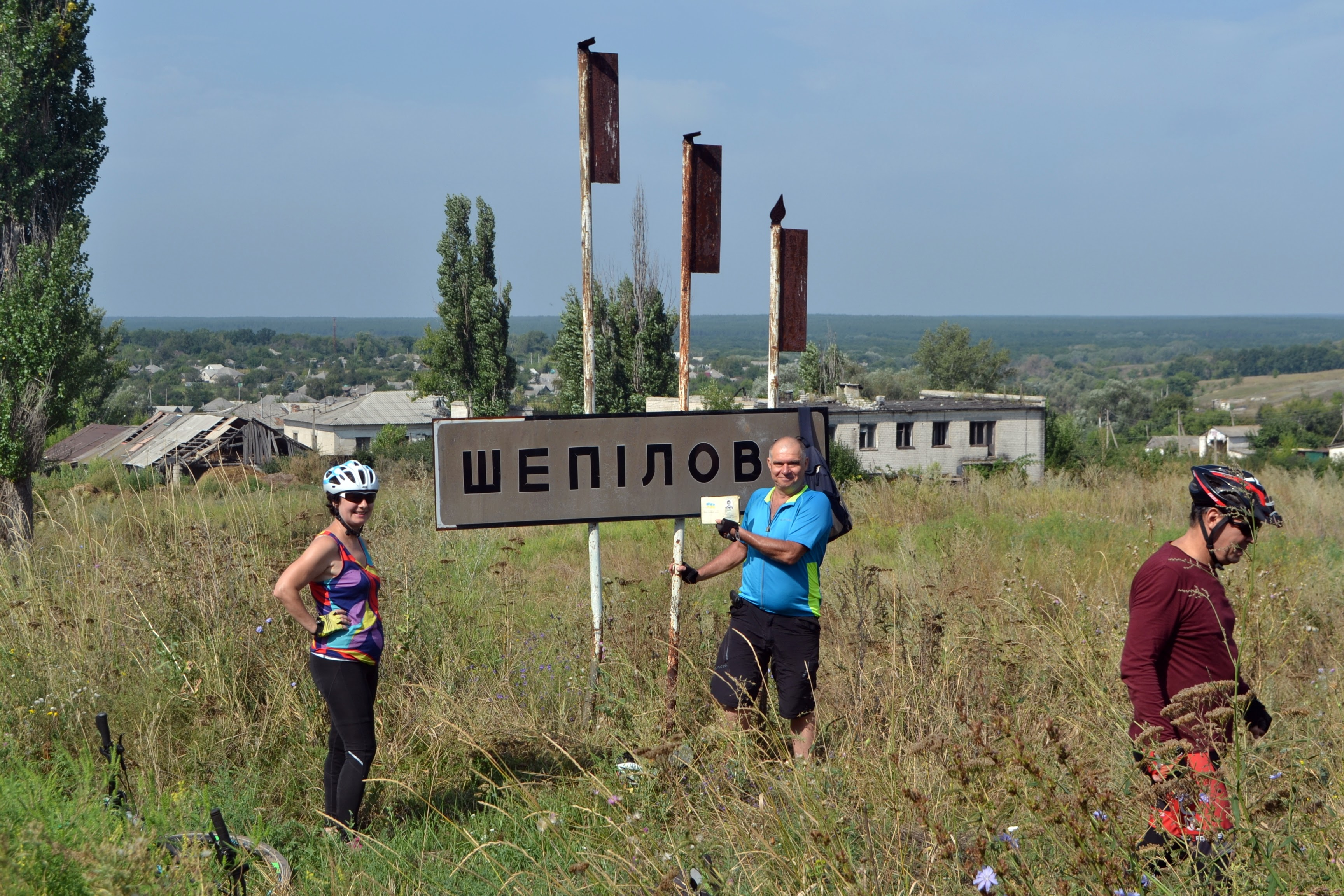
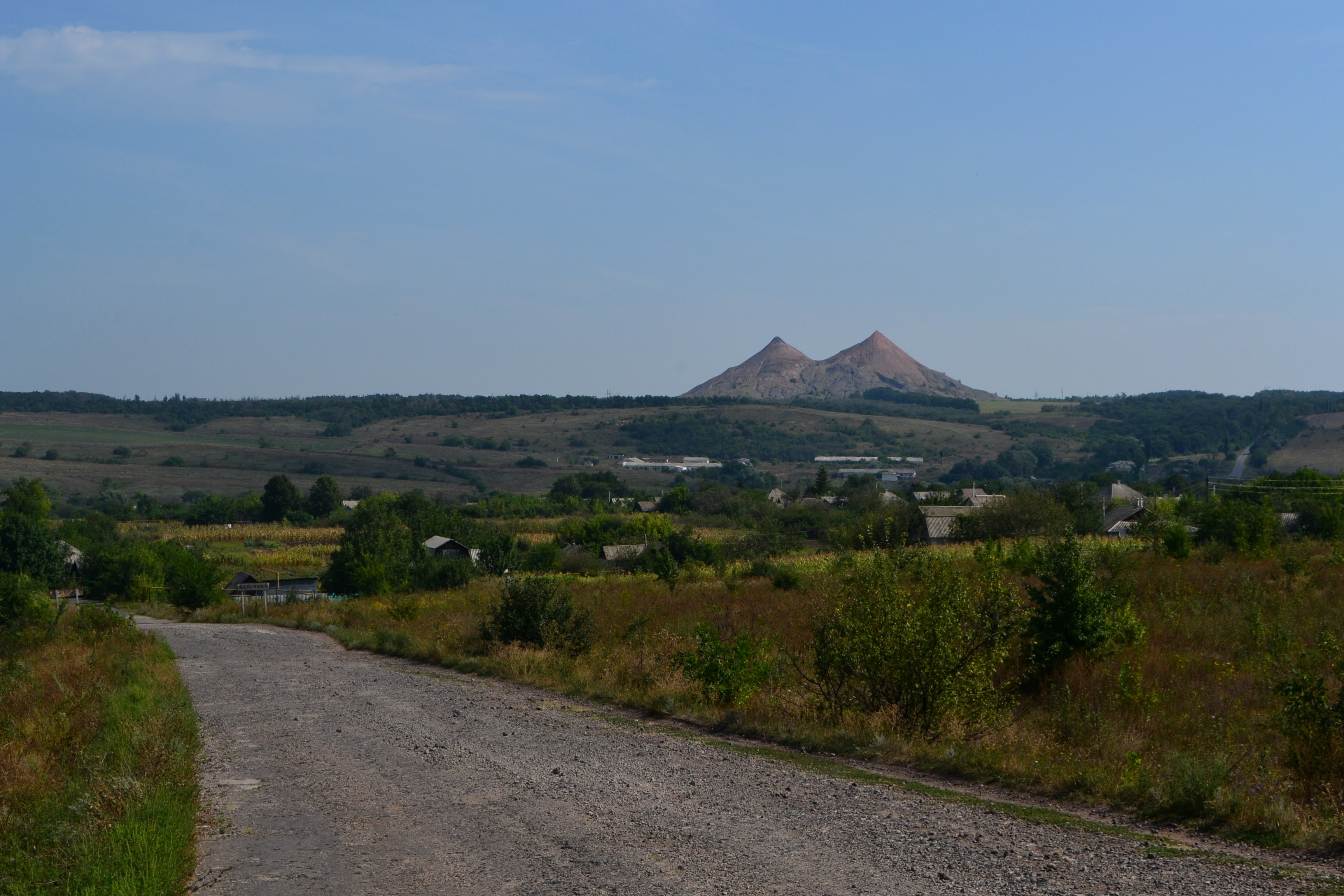
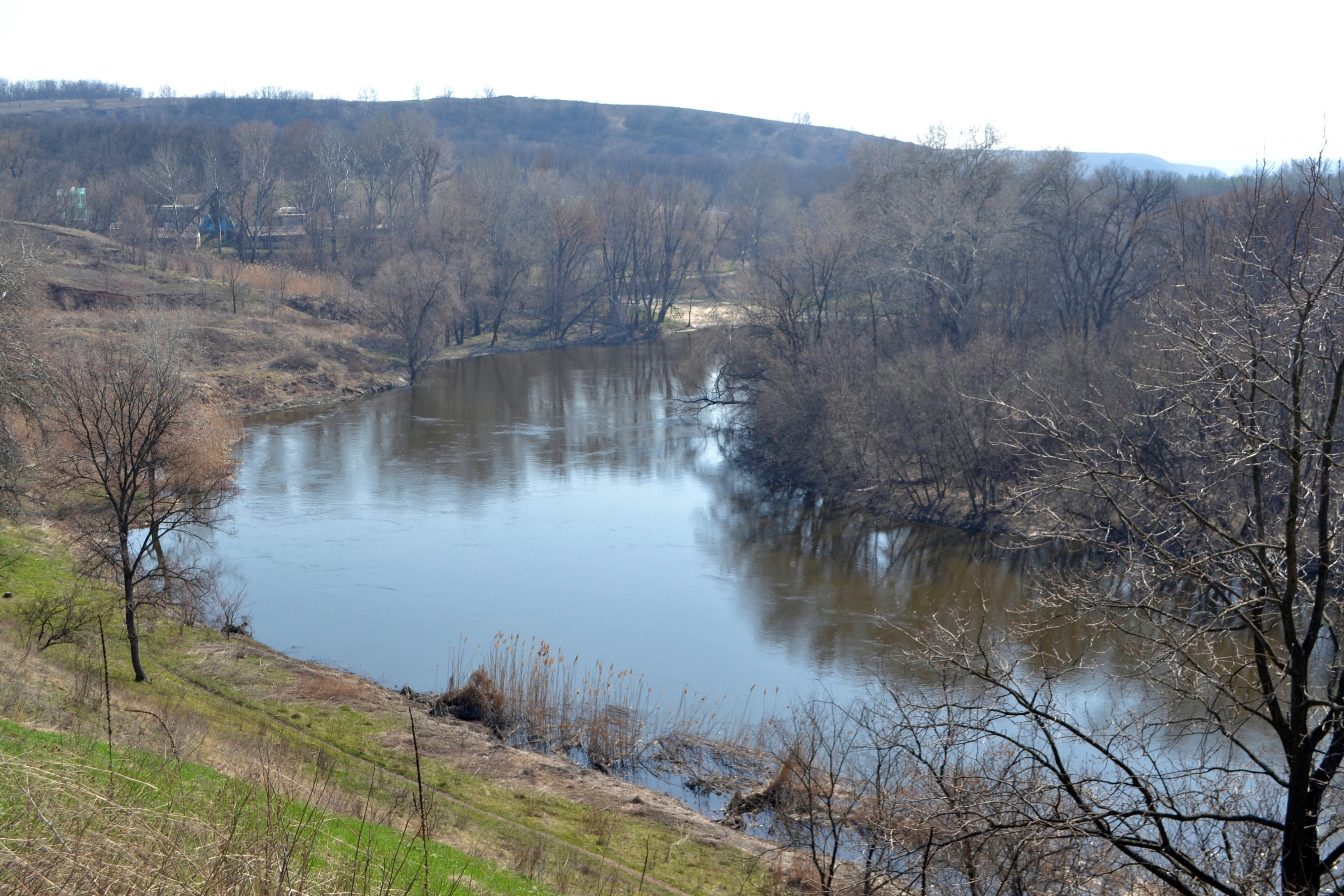
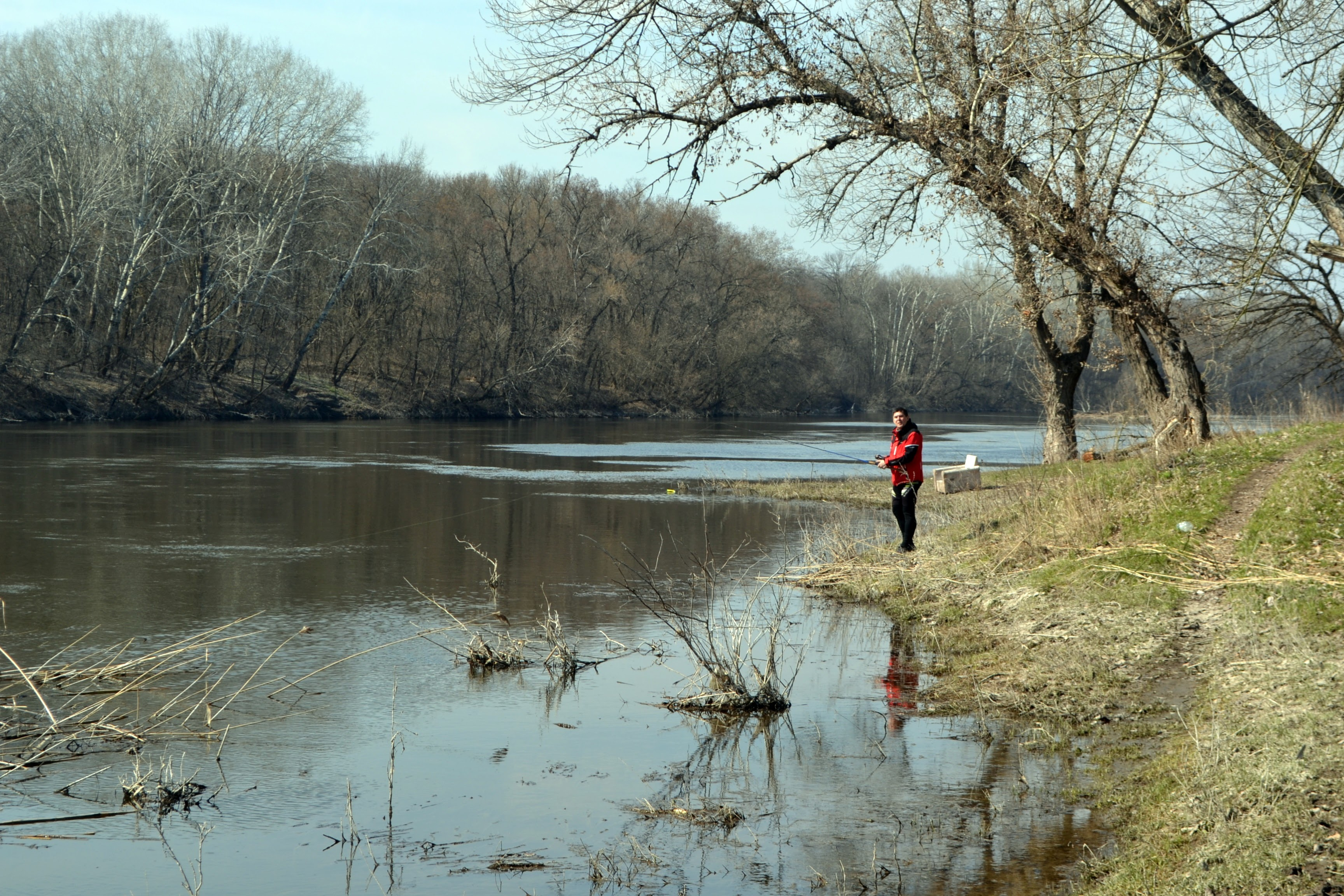
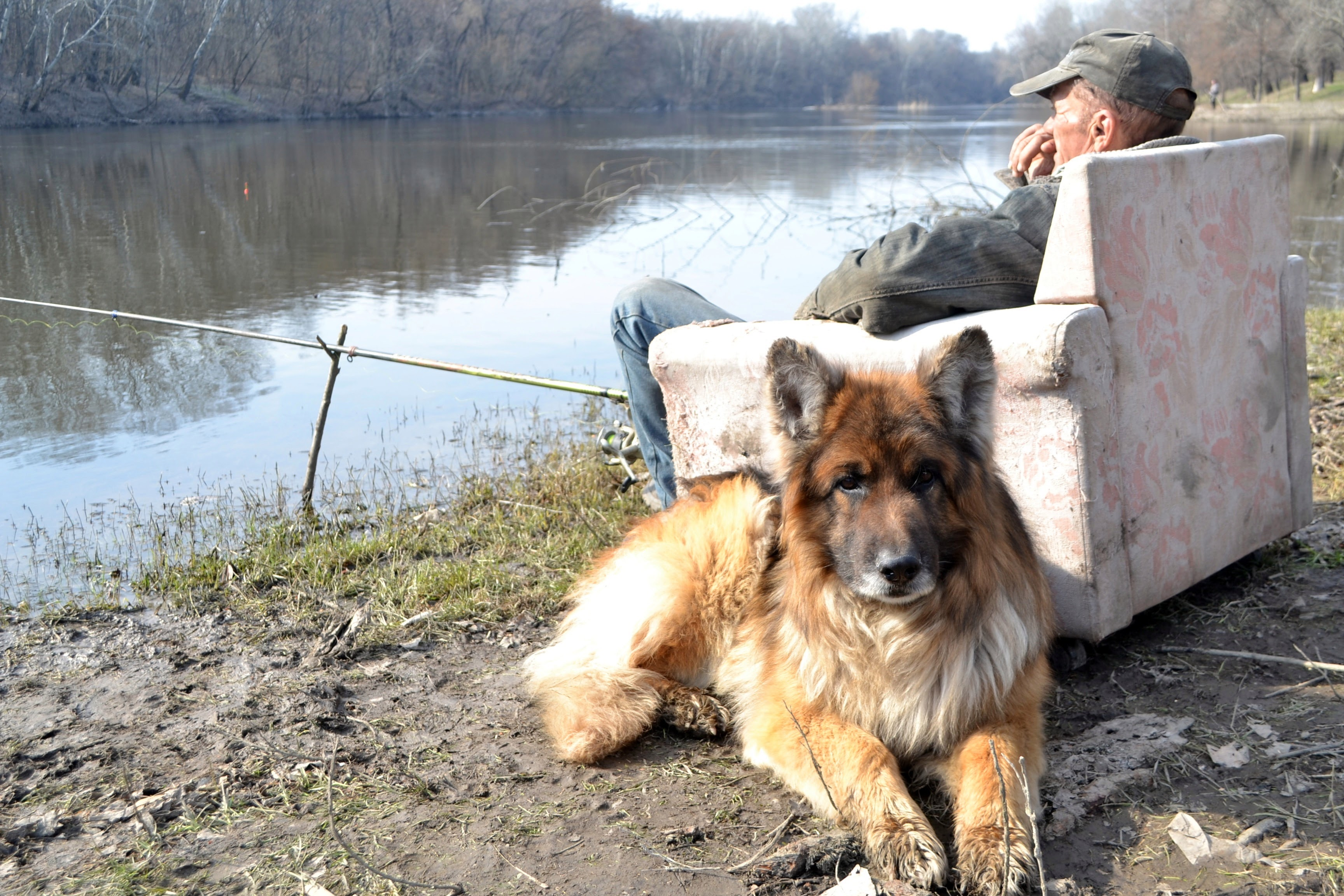
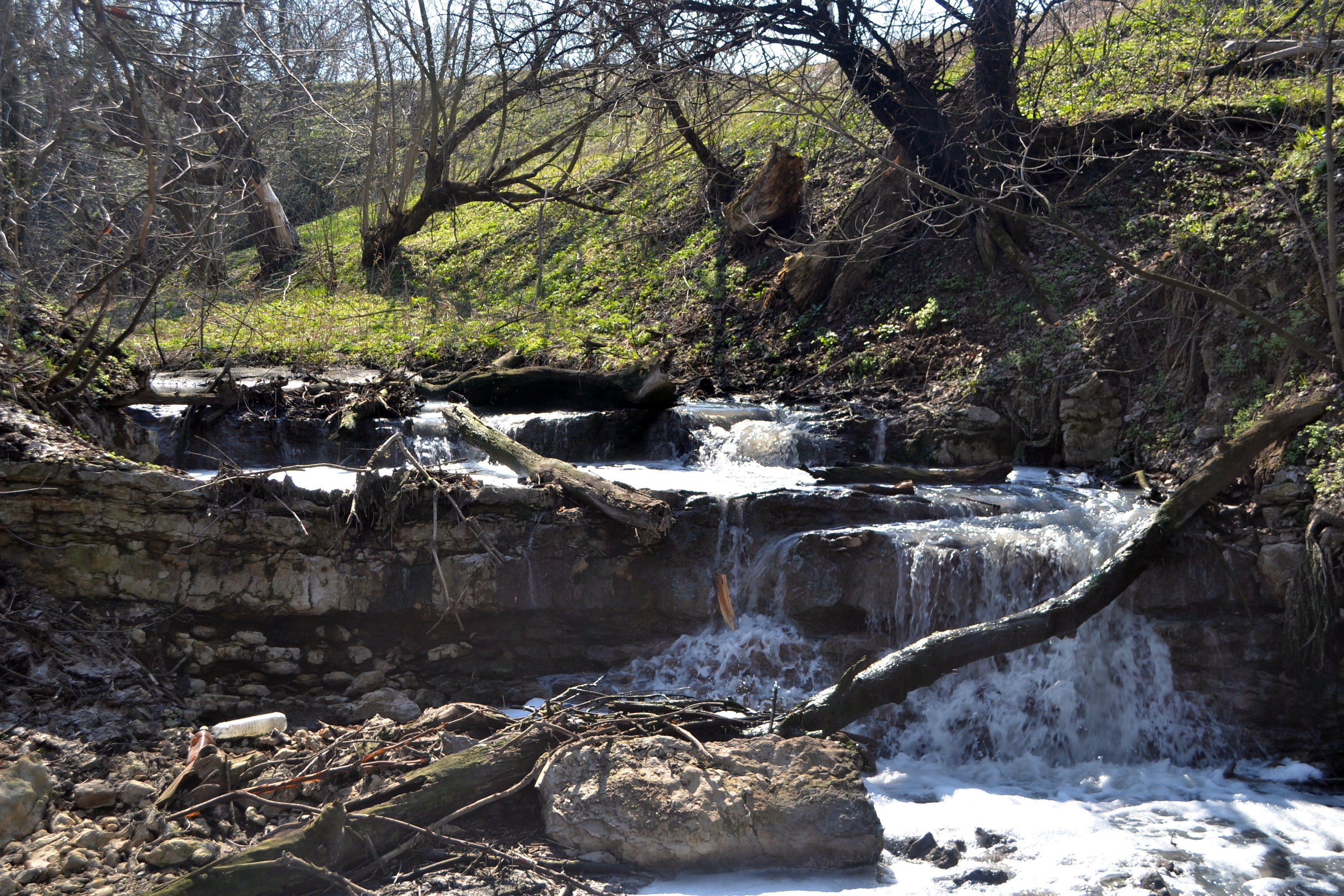
стічна канава
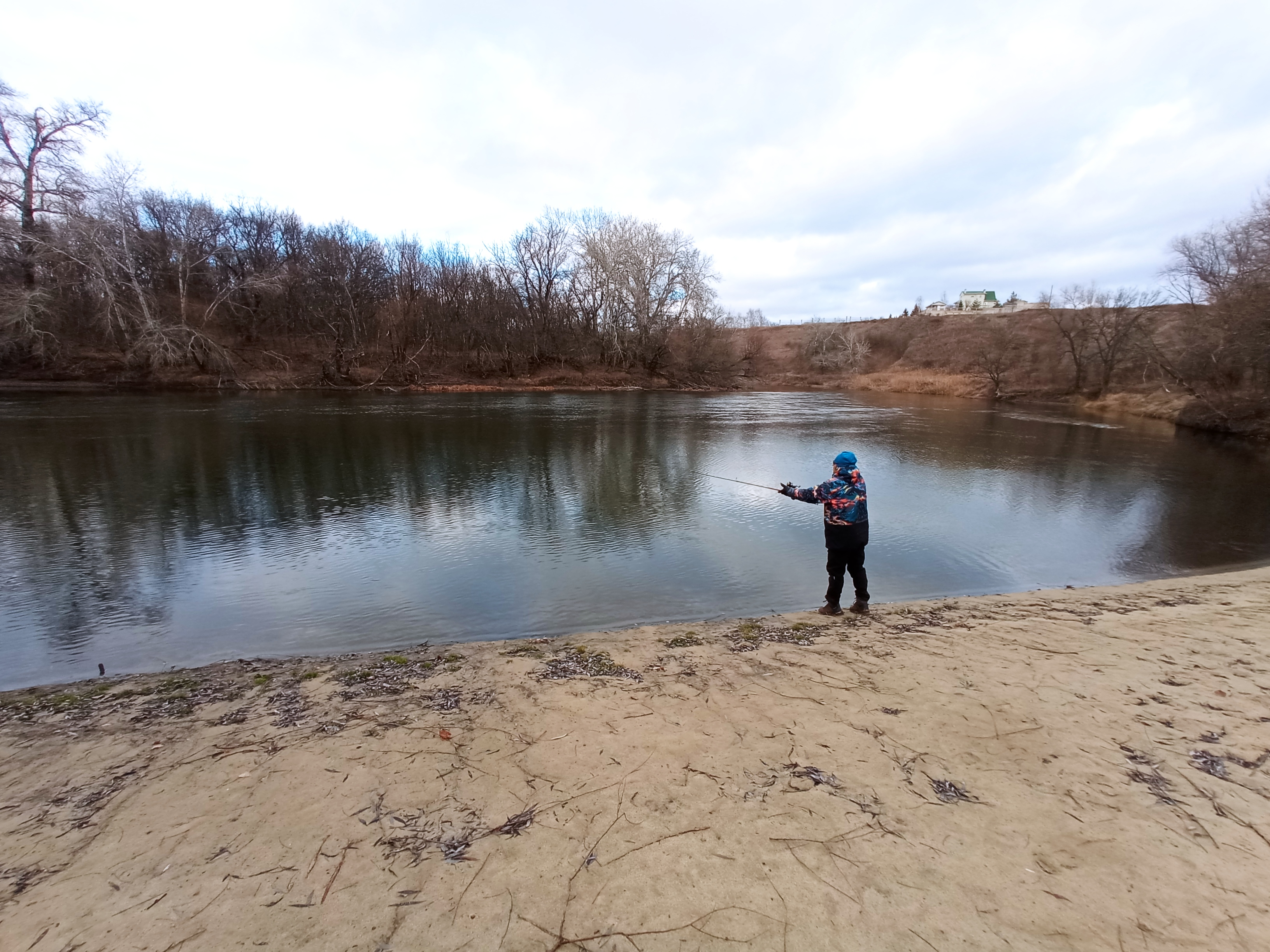
Пляж турбази
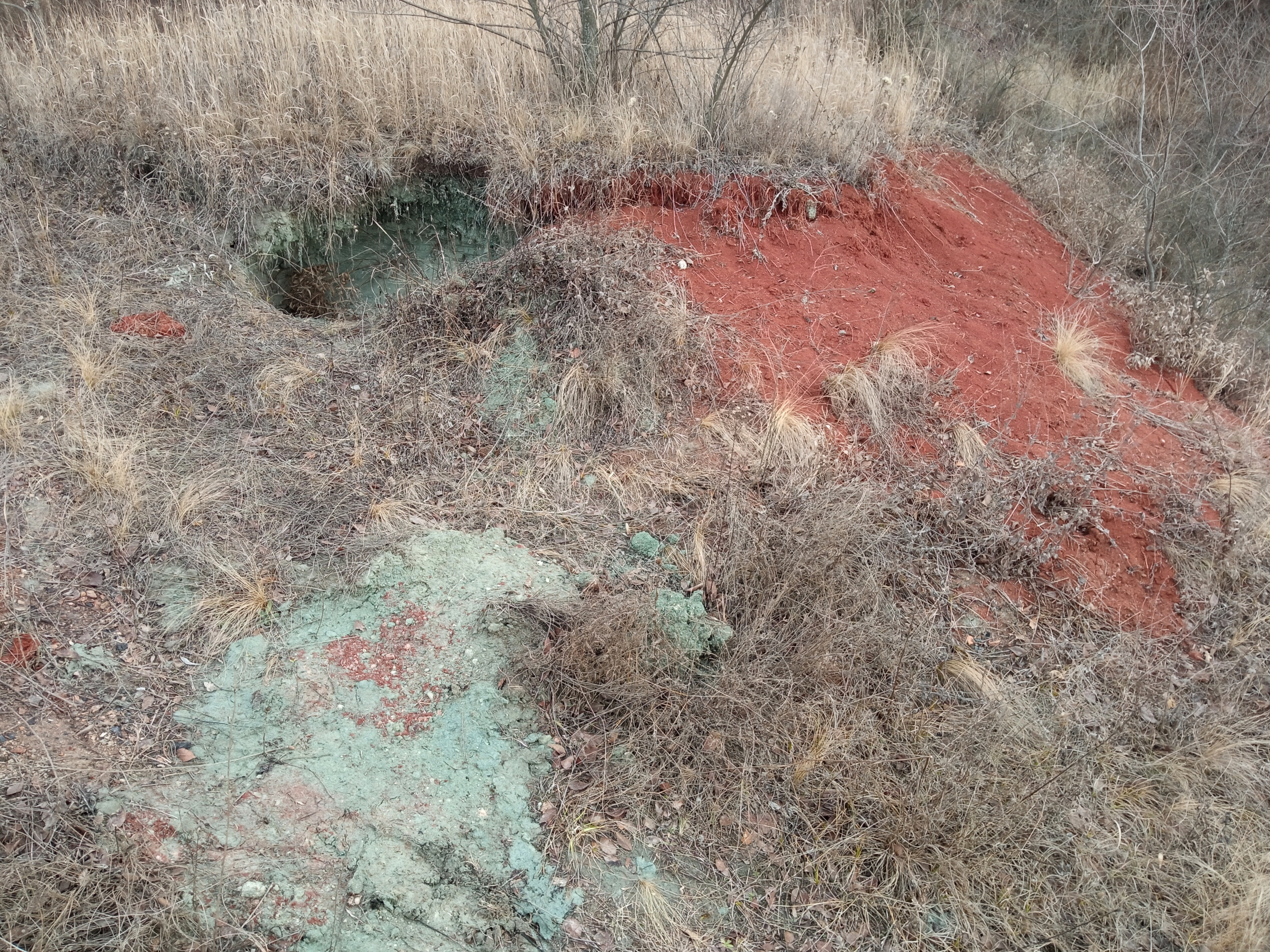
Глина
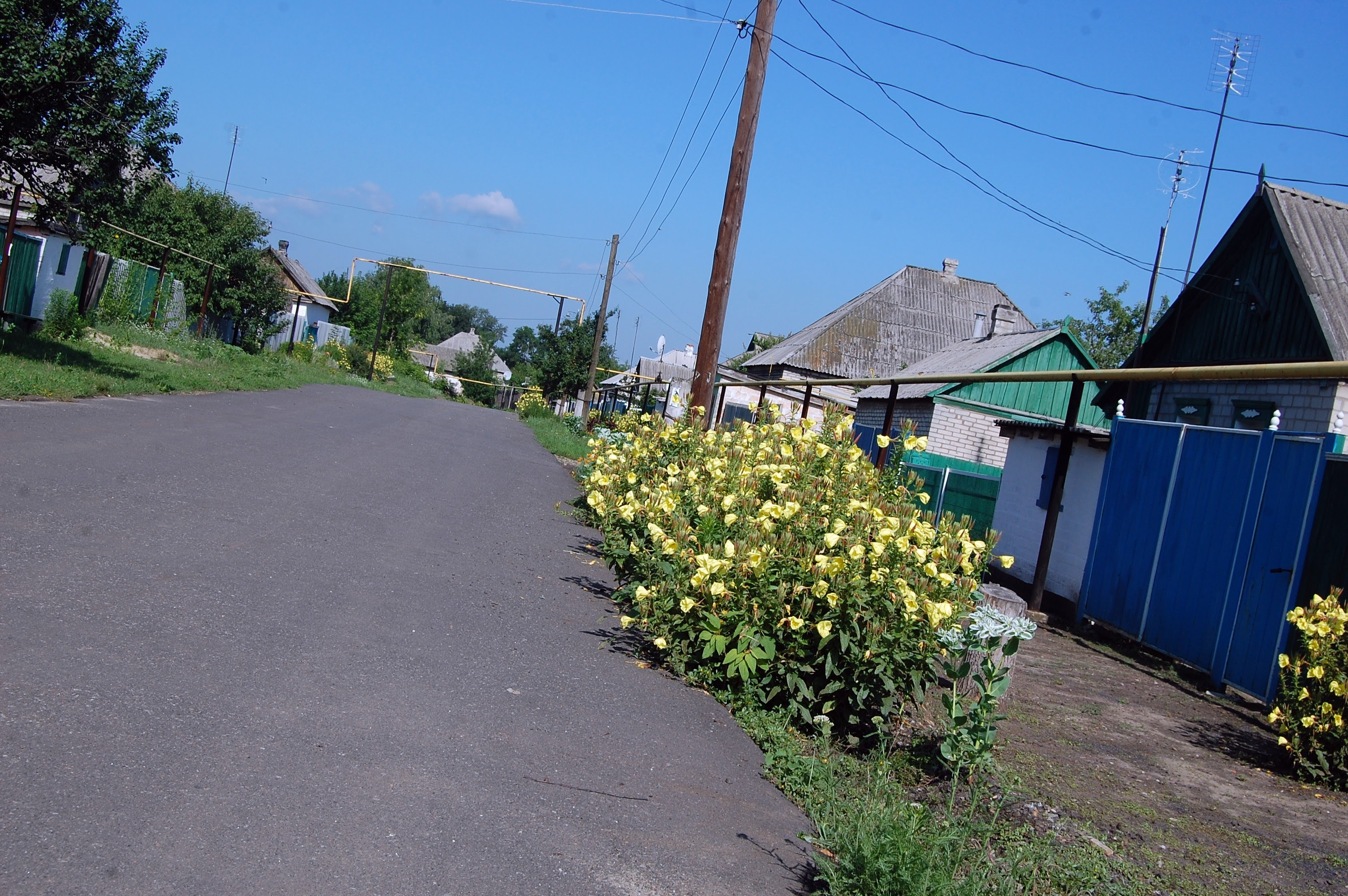
вул.Донецька
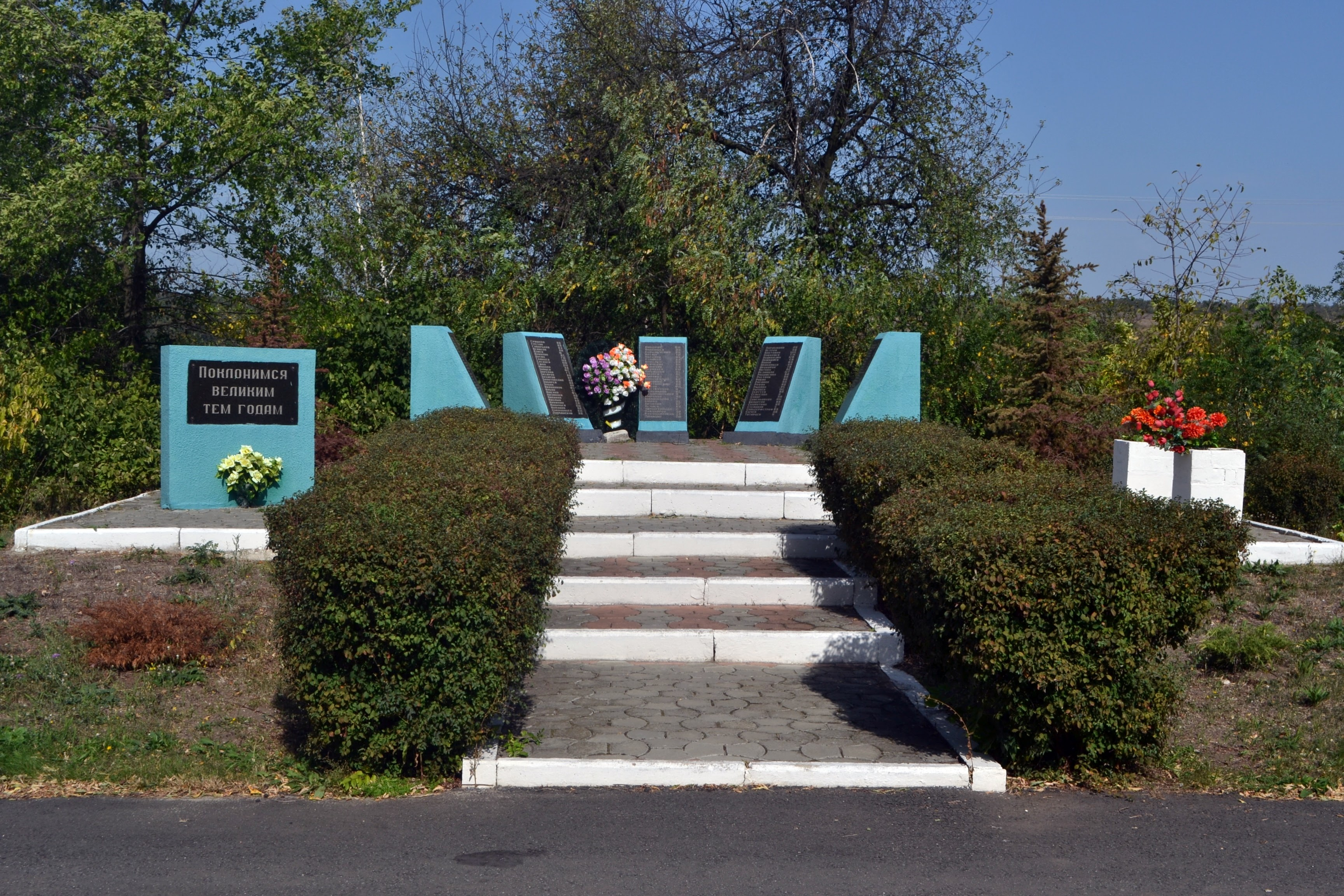
Меморіал
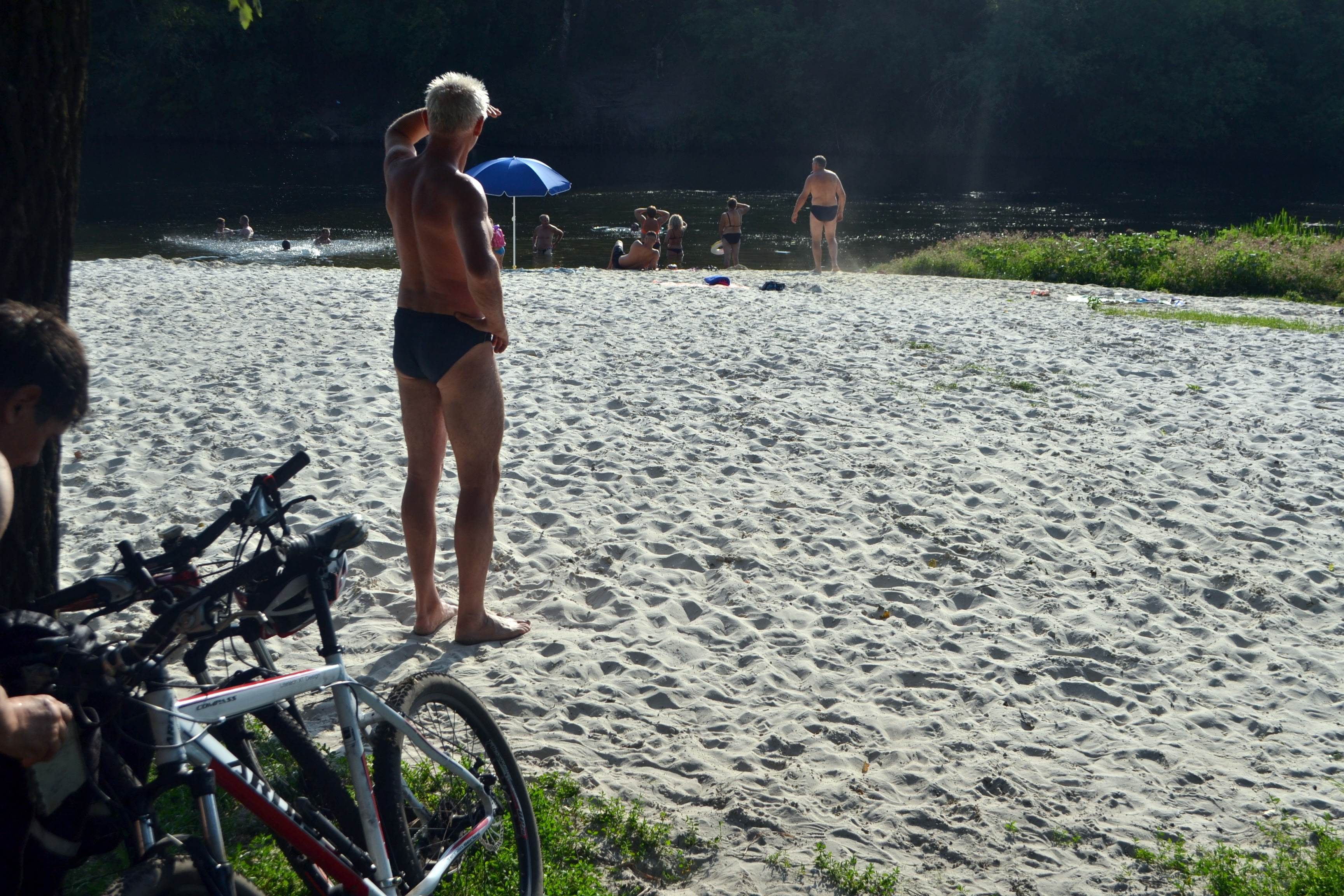
Сільський пляж